# Thamnium africanum
Thamnium africanum là một loài rêu trong họ Neckeraceae. Loài này được (Welw. & Duby) A. Jaeger mô tả khoa học đầu tiên năm 1877.